# Levantamento de peso nos Jogos Sul-Americanos de 2014
O levantamento de peso nos Jogos Sul-Americanos de 2014, realizado em Santiago, foi disputado entre 13 e 16 de março de 2014, na cúpula do parque O'Higgins.

## Resultados

### Eventos masculinos
Ref.
| Evento  | Ouro                                           | Prata                                            | Bronze                                      |
| –56 kg  | Carlos Berna · Colômbia · 115+150=265 kg       | Francisco Barrera · Chile · 108+136=244 kg       | Walter Zurita · Equador · 101+125=226 kg    |
| –62 kg  | Francisco Mosquera · Colômbia · 128+160=288 kg | Luis Javier Mosquera · Colômbia · 125+154=279 kg | Jesús López · Venezuela · 116+138=254 kg    |
| –69 kg  | Jose Mena · Colômbia · 130+167=297 kg          | Enrique Valencia · Equador · 135+161=296 kg      | Edward Vásquez · Venezuela · 130+158=288 kg |
| –77 kg  | Junior Sánchez · Venezuela · 156+175=331 kg    | Welisson Silva · Brasil · 142+177=319 kg         | Edinson Angulo · Colômbia · 140+176=316 kg  |
| –85 kg  | Juan Ruiz · Colômbia · 152+195=349 kg          | Carlos Andica · Colômbia · 154+193=347 kg        | Freddy Tenorio · Equador · 153+180=333 kg   |
| –94 kg  | Wilmer Torres · Colômbia · 161+195=356 kg      | Marco Machado · Brasil · 161+191=352 kg          | Herbys Marquez · Venezuela · 154+194=349 kg |
| –105 kg | Jorge Arroyo · Equador · 188+200=388 kg        | Mateus Machado · Brasil · 175+202=377 kg         | Jesus González · Venezuela · 165+198=363 kg |
| +105 kg | Fernando Reis · Brasil · 182+225=407 kg        | Yoel Morales · Venezuela · 160+213=373 kg        | Fernando Salas · Equador · 173+200=373 kg   |

### Eventos femininos
Ref.
| Evento | Ouro                                           | Prata                                         | Bronze                                       |
| –48 kg | Ana Segura · Colômbia · 72+93=165 kg           | Maria Sierra · Venezuela · 66+90=156 kg       | Jenniffer López · Equador · 65+85=150 kg     |
| –53 kg | Rusmeris Villar · Colômbia · 83+100=183 kg     | Rosane Santos · Brasil · 83+95=178 kg         | Yardibirh Bolivar · Venezuela · 75+97=172 kg |
| –58 kg | Jackelina Heredia · Colômbia · 93+118=211 kg   | Yusleidy Figueroa · Venezuela · 93+112=205 kg | Yenny Álvarez · Colômbia · 87+113=200 kg     |
| –63 kg | Alexandra Escobar · Equador · 101+125=226 kg   | Mercedes Pérez · Colômbia · 98+122=220 kg     | Iriner Jiménez · Venezuela · 99+121=220 kg   |
| –69 kg | Leidy Solis · Colômbia · 106+130=236 kg        | Dayana Chirinos · Venezuela · 94+120=214 kg   | Liliane Menezes · Brasil · 91+119=210 kg     |
| –75 kg | Ubaldina Valoyes · Colômbia · 107+132=239 kg   | Monique Araújo · Brasil · 106+124=230 kg      | Rosa Tenorio · Equador · 103+119=222 kg      |
| +75 kg | Yaniuska Espinoza · Venezuela · 110+144=254 kg | Oliva Nieve · Equador · 115+136=251 kg        | Naryury Pérez · Venezuela · 109+137=246 kg   |

## Quadro de medalhas
Ref.
| Pos.               | País               | Ouro | Prata | Bronze | Total |
| ------------------ | ------------------ | ---- | ----- | ------ | ----- |
| 1                  | Colômbia           | 10   | 3     | 2      | 15    |
| 2                  | Venezuela          | 2    | 4     | 7      | 13    |
| 3                  | Equador            | 2    | 2     | 5      | 9     |
| 4                  | Brasil             | 1    | 5     | 1      | 7     |
| 5                  | Chile              | 0    | 1     | 0      | 1     |
| Total (5 entradas) | Total (5 entradas) | 15   | 15    | 15     | 45    |